# Iazigi

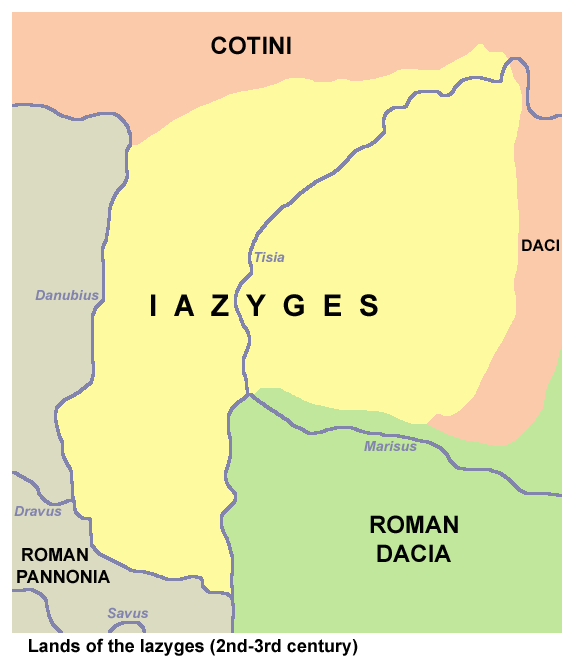

Iazigii au fost o ramură a sarmaților, populație vorbitoare a unui dialect al limbii iraniene. Au locuit inițial la est de Volga, apoi în stepele nord-pontice. Începând cu secolul I au pătruns în număr mare în Câmpia Panonică, trecând prin trecătorile din nordul Daciei, mai precis în teritoriul cuprins între Dunăre și Tisa, iar de aici s-au infiltrat și în vestul Bihorului, apoi în vestul Banatului, în zona de câmpie.

## Istoric
Cea mai veche atestare a prezenței iazigilor în vestul României o constituie mormântul sarmat descoperit la Vărșand, datat aproximativ în anul 100.
Iazigii au jucat un rol important în războaiele daco-romane, ca aliați ai romanilor, iar după secolul II ca inamici ai acestora, adesea în alianță cu dacii liberi.
În a doua jumătate a secolului al II-lea, au fost implicați în războaiele cu marcomanii. Iazigii au suferit o înfrângere majoră în timpul împăratului Marc Aureliu. Opt mii au intrat în serviciile imperiului și 5.500 au fost colonizați din dispoziția împăratului în nordul Britaniei, la Ribchester lângă Lancaster. Acolo au servit în Legiunea a VI-a Victrix (îndeosebi în unități de cavalerie grea, de catafracți (purtători de armură din „solzi”, tipic sarmată), comandată de Lucius Artorius Castus, el însuși de origine iazigă. Veteranii s-au stabilit în zonă, la Bremetennacum Veteranorum.
Până la retragerea aureliană din anul 271, s-au limitat la teritoriile locuite de dacii liberi. După această dată au pătruns și pe teritoriul fostei Dacii romane. Limita estică a prezenței iazige în Banat este marcată de linia localităților Sânpetru German, Bărăteaz, Moșnița și Deta.
Numele lor dispare odată cu migrația popoarelor ale secolului V. Cu toate acestea, descendenții lor, alanii și, în special, iasii, lasă toponime precum: Jazygie (județul Jász-Nagykun-Szolnok în Ungaria) și Iași (capitala Moldovei istorice în România).
Este posibilă legătura între iazigi și denumirea actuală a orașului Iași din România și localitatea sarmată antică de pe teritoriul Ungariei menționată în documentele istorice sub numele de "Jassiorum municipium" sau "Municipium Iasorum", locuită în jurul anului 153 d.H. de iași (Iassi) sau ași (alte denumiri ale iazigilor, respectiv ale alanilor). În jurul anului 1200, alt trib de iași controlau un teritoriu situat aproximativ spre cursul superior al râurilor Prut și Nistru.
S-a constatat arheologic o influență reciprocă între populațiile sarmaților iazigi și daco-romani. Infățișarea călăreților iazigi înzăuați (catafracți) a rămas imortalizată pe Columna lui Traian.